# Albert Eugen Adam

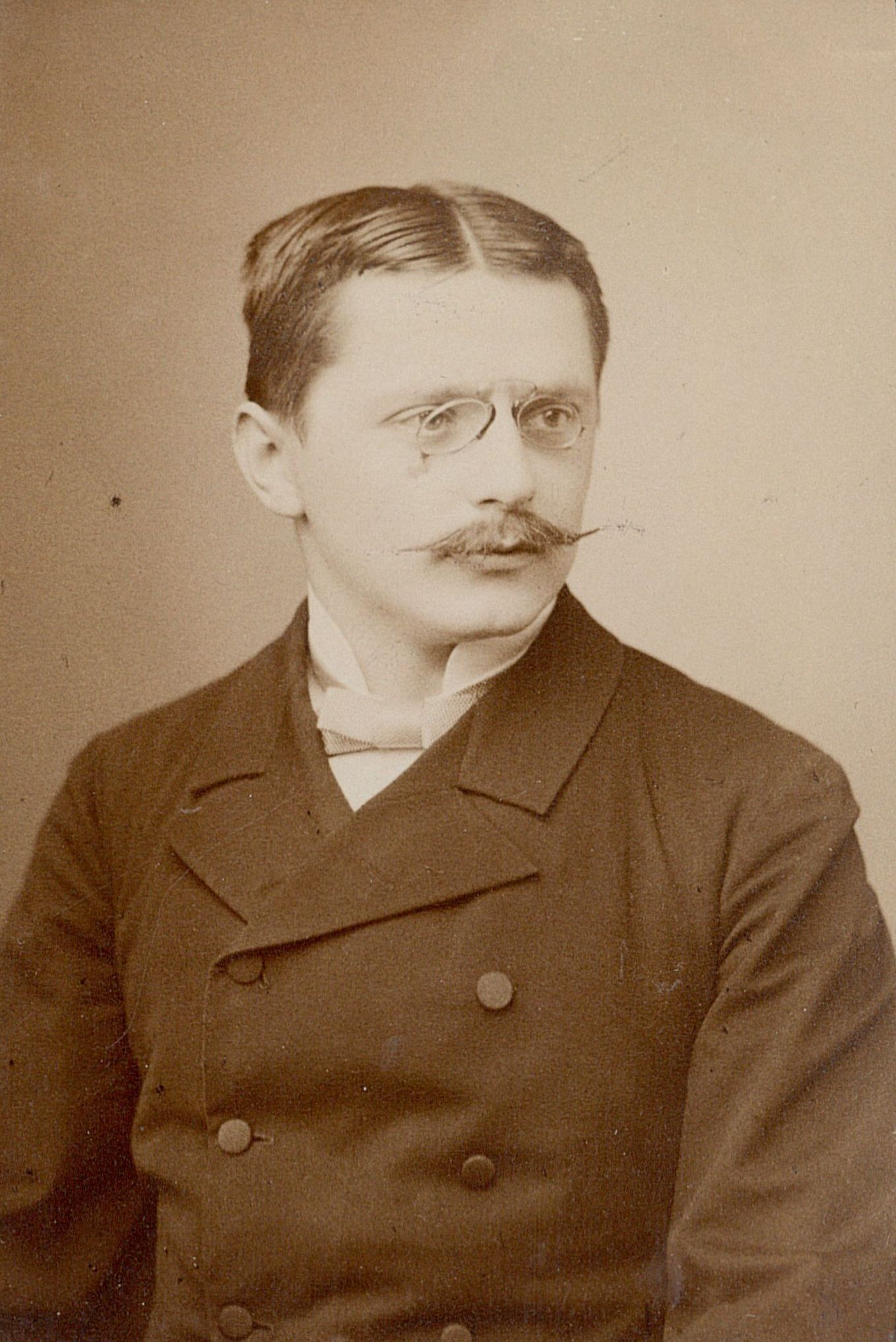
Albert Eugen Adam

Albert Eugen von Adam (* 17. November 1855 in Ulm; † 13. März 1921) war ein deutscher Archivar und Bibliothekar. Er war langjähriger Landtagsarchivar sowie Regierungsdirektor und Bibliothekar der Ständischen Bibliothek Stuttgart.

## Leben
Albert Eugen Adam war ein Sohn des Politikers und Unternehmers Philipp Ludwig Adam und dessen Ehefrau Emilie, geb. Sick. Er besuchte das Gymnasium in seiner Geburtsstadt Ulm und studierte Rechtswissenschaften in München und Tübingen, wo er 1883 promoviert wurde. Seit dem Wintersemester 1873/74 war er Mitglied der Studentenverbindung Akademischer Gesangverein München im SV. 1886 heiratete er die Fabrikantentochter Anna, geb. Lamperter. Aus der Ehe gingen zwei Söhne und zwei Töchter hervor.
Ab 1879 arbeitete Adam für das Ständische Archiv in Stuttgart, zunächst als Hilfsarbeiter. 1891 wurde er dort Ständischer Archivar und Vorstand, ab 1897 außerdem Ständischer Bibliothekar. 1920 ging er in den Ruhestand.
Adam betätigte sich auch in der württembergischen Geschichtsforschung. Er ordnete über Jahre hinweg das Archiv der Altwürttembergischen Landschaft.
Ihm wurde das Ehrenkreuz des Ordens der Württembergischen Krone verliehen, verbunden mit einer Erhebung in den Personaladel.

## Schriften
- Das ständische Archiv in Stuttgart. In: Württembergische Vierteljahrschrift für Statistik und Landeskunde, Jg. 1882 (1883), S. 232–240 (Digitalisat).

- Das Untheilbarkeitsgesetz im Württembergischen Fürstenhause nach seiner geschichtlichen Entwicklung. Kohlhammer, Stuttgart 1883 (Tübingen, Univ., Diss.).
- Mömpelgard und sein staatsrechtliches Verhältnis zu Württemberg und dem alten deutschen Reich. In: Württembergische Vierteljahrshefte für Landesgeschichte, 7 (1884), S. 181–200.
- Freiherr Karl Eberhard Friedrich Varnbüler von und zu Hemmingen 1776–1832: ein Beitrag zur Geschichte seiner Zeit. Metzler, Stuttgart 1886.
- Johann Jakob Moser als Württembergischer Landschaftskonsulent: 1751–1771. Kohlhammer, Stuttgart 1887.
- Die landschaftlichen Donativgelder Herzog Friedrich Eugens von Württemberg: Dem Ständischen Ausschuß vorgelegt mit Bericht vom 2. Februar 1891. Zu Guttenberg (Grüninger), Stuttgart 1891.
- (Hg.): Katalog der Ständischen Bibliothek in Stuttgart. Ständische Bibliothek, Stuttgart 1907.
- Herzog Karl und die Landschaft. Neff, Stuttgart [1907].
- (Bearb.): Württembergische Landtagsakten: 2. Reihe / 1: Unter Herzog Friedrich I. : 1593–1598. Kohlhammer, Stuttgart 1910.
- (Bearb.): Württembergische Landtagsakten: 2. Reihe / 2: Unter Herzog Friedrich I. : 1599–1608. Kohlhammer, Stuttgart 1910.
- (Bearb.): Württembergische Landtagsakten: 2. Reihe / 3: Unter Herzog Johann Friedrich: 1608–1620. Kohlhammer, Stuttgart 1919.
- Ein Jahrhundert württembergischer Verfassung. Kohlhammer, Stuttgart 1919 (Digitalisat).